# ÖBB 1822
Die Reihe 1822 der Österreichischen Bundesbahnen (ÖBB) waren vierachsige elektrische Lokomotiven die von 1996 bis 2007 im Einsatz waren. Die Maschinen wurden von SGP Verkehrstechnik gebaut. Die als Brennerlok bekannten 1822 sollten in Mehrfachtraktion vor Zügen der Rollenden Landstraße eingesetzt werden, um das Transitproblem über den Brennerpass in den Griff zu bekommen. Ihr hauptsächliches Einsatzgebiet bei den ÖBB waren aber die Korridorzüge nach Lienz, bis sie im September 2007 abgestellt wurden. Einige der Lokomotiven kamen später kurzzeitig im privaten Güterverkehr in Österreich zum Einsatz. Alle Lokomotiven wurden nach Polen verkauft, wobei zwei von fünf Lokomotiven bereits verschrottet wurden.

## Geschichte

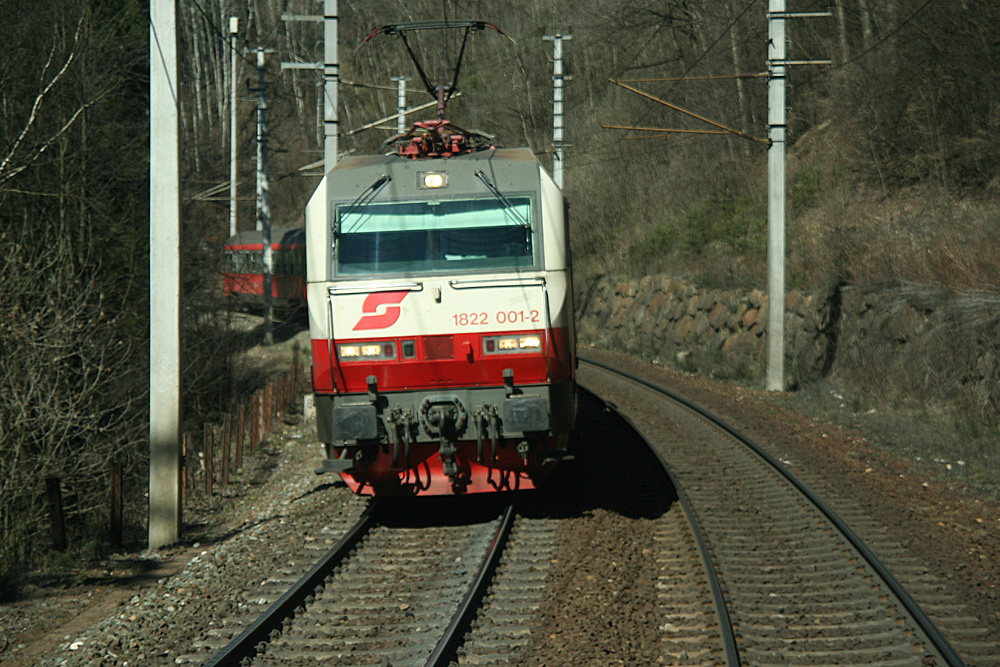
1822 001 zwischen Innsbruck und Brenner

Auf Drängen von ABB entstanden bereits 1987 die ersten Ideen, für die Beschleunigung des Brennertransits (München–Innsbruck–Verona) Zweisystemlokomotiven einzusetzen. Der damalige Verkehrsminister Rudolf Streicher beauftragte daher die ÖBB, fünf Prototypen zu beschaffen, die sowohl im heimischen Netz (15 kV/16,7 Hz Wechselstrom) als auch in Italien (3 kV Gleichstrom) einsetzbar sein sollten. Diese Idee wurde als richtungsweisend angesehen, aber die Komplettierung und Indienststellung der in den Jahren 1990 bis 1991 gebauten Lokomotiven verzögerte sich bis zur endgültigen Ablieferung um Jahre. Nachdem 1992 die Rollende Landstraße über den Brenner eingestellt worden war, zeigte die ÖBB kein großes Interesse mehr an der Lok. Die Lok 1822 003 wurde 1993 aus formalen Gründen übernommen, damit die Zulassungsfahrten in Italien stattfinden konnten. Die restlichen Loks wurden erst 1996 übernommen, nachdem die Lokomotiven im Oktober 1995 die Zulassung in Italien erhalten hatten.
SGP Verkehrstechnik GmbH Graz lieferte den mechanischen Teil, ABB den elektrischen Teil. Die ÖBB hatten kein Interesse an einem Weiterbau der 1822, weil die FS kein Interesse an durchlaufenden Zügen hatte. Diese wurden erst mit den Lokomotiven der Baureihe E.412 der FS und der Baureihe 189 der Deutschen Bahn möglich.
Die fünf 1822 waren seit ihrer Abnahme in Innsbruck beheimatet. Sie wurden kaum für die ursprünglich vorgesehene Aufgabe, die Bespannung von Güterzügen in Doppeltraktion genutzt, sondern vor den Korridorzügen von Innsbruck nach Lienz samt deren Zulaufstrecken von Innsbruck nach Kufstein und von Lienz nach Spittal an der Drau eingesetzt.

### Verkauf und weiterer Verbleib

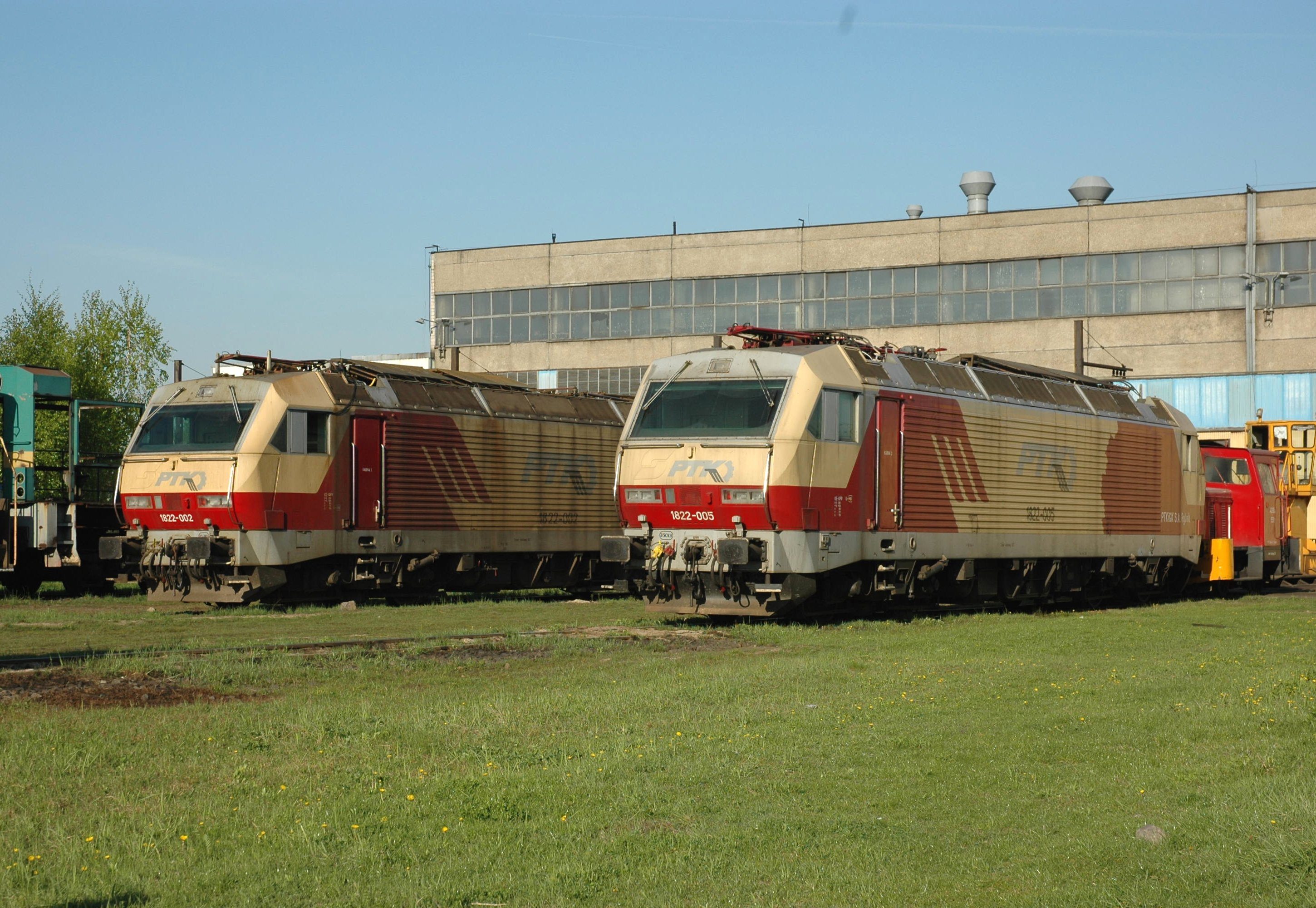
1822-002 und 1822-005 in Polen

2005 wurden die 1822 002 und die 1822 005 nach Polen verkauft, wo sie zuletzt im Besitz von DB Schenker Rail Polska waren und Anfang 2014 verschrottet wurden. Der Eigentümer hatte keinen Bedarf mehr für die Lokomotiven, an denen eine Hauptuntersuchung hätte durchgeführt werden müssen. Mit der Verschrottung konnte er verhindern, dass die Lokomotiven in die Hände eines Konkurrenten gelangten.

Die vor den Korridorzügen eingesetzten Loks sollten durch Diesellokomotiven der Reihe 2016 ersetzen werden. Dieser Plan scheiterte aber, da die 2016er beim ersten Einsatz technische Schäden erlitten. Ein weiterer Hinderungsgrund war die Zugheizanlage der 2016, die mit der Frequenz von 50 Hz arbeitet und die italienischen Gleisstromkreise gestört hätte. Nachdem vorübergehend gemietete Loks der Reihe 189 eingesetzt wurden, übernahmen ab Sommer 2007 die Mehrsystem-Loks der Reihe 1216 die Korridorzüge, so dass im September 2007 die restlichen drei Loks mit den Nummern 1822 001, 1822 003 und 1822 004 abgestellt wurden. Sie konnten nicht nach Polen verkauft werden, weil sie in einem Sale-Lease-Back-Vertrag eingebunden waren, und wurden deshalb in Bludenz hinterstellt. Im Herbst 2010 wurden die Lokomotiven zum TS-Werk Linz überführt, dort aufgearbeitet und ab Dezember desselben Jahres im Güterbahnhof Wolfurt abgestellt.

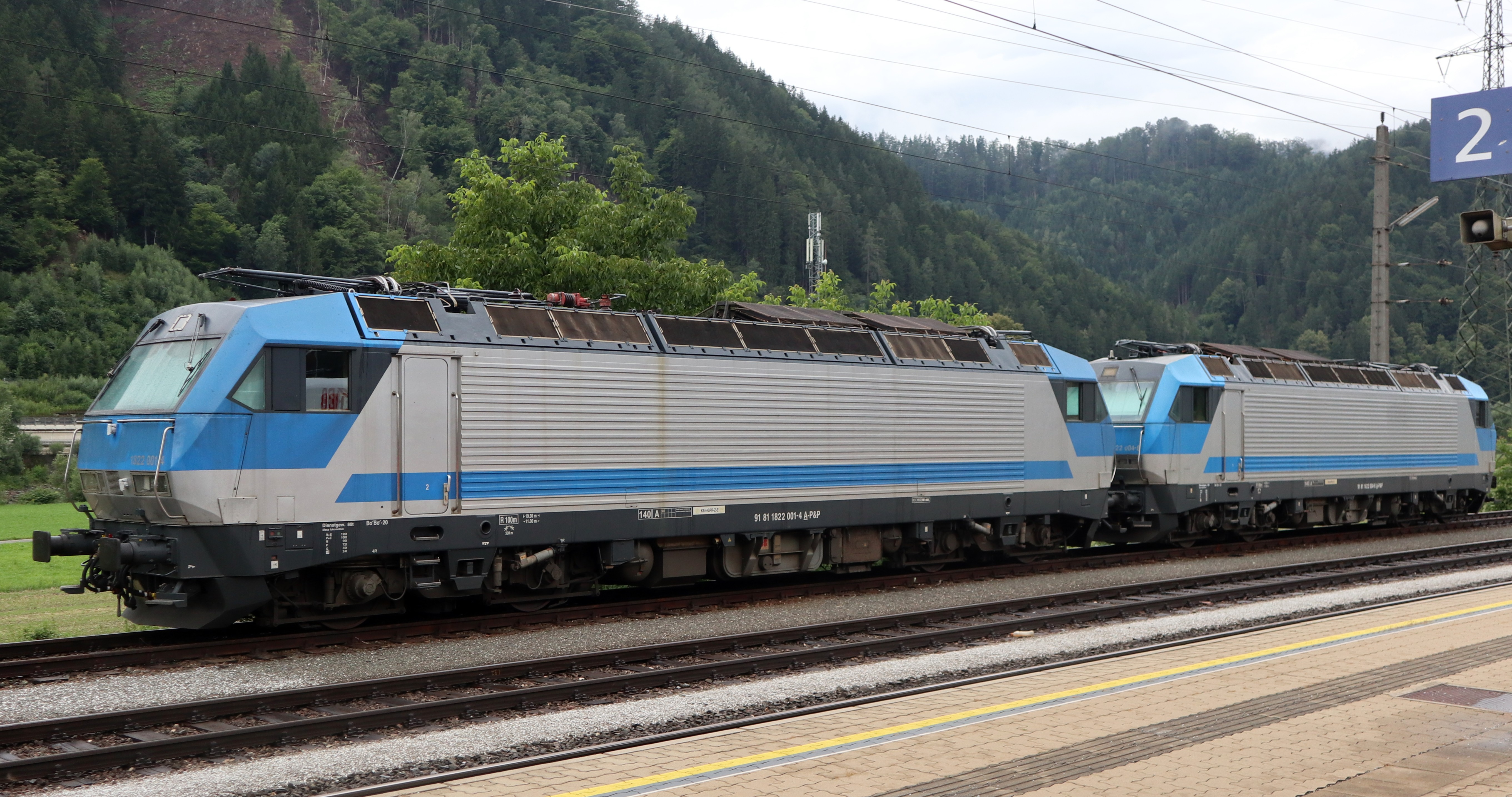
P&P 1822 001-4 und 1822 004-8 in Mixnitz-Bärenschützklamm (2021)

Anfang 2014 wurden die verbleibenden drei Lokomotiven von P&P Eisenbahntechnik erworben, bei TecSol in Krieglach zur Betriebsfähigkeit aufgearbeitet und an das slowenische Eisenbahnverkehrsunternehmen Adria Transport vermietet. Die beiden Maschinen 1822 001 und 004 erhielten passenden blau-silbernen Lack. Es war geplant, die Maschinen ab Sommer 2014 zur Bespannung von Güterzügen vom Hafen Koper nach Tschechien auf der Strecke Koper–Wien einzusetzen. Dafür eignet sich die Reihe 1822 besonders, da auf der Strecke Maribor–Spielfeld eine Achslastbeschränkung von 20 t gilt, weshalb die Loks der Reihe 1216 dort nicht eingesetzt werden können. Allerdings zog sich die Instandsetzung aufgrund von Ersatzteilproblemen bis 2016 hin. Im Sommer 2021 waren die beiden Loks 1822 001 und 004 noch im Einsatz zu sehen.
Die dritte noch existierende Maschine, die 1822 003, erhielt einen silber-orangen Lack, da ein Verkauf an RTS geplant war.
Im Juli 2023 wurden die restlichen drei noch existierenden Maschinen, 1822 001, 003 und 004, ebenfalls nach Polen überstellt. Käufer ist das polnische Eisenbahnverkehrsunternehmen SKPL.

## Konstruktion

### Mechanische Konstruktion
Der Hauptrahmen und der Lokkasten mit gesickten Seitenwänden sind in geschweißter Stahlleichtbauweise hergestellt worden, ebenso die beiden Einheitsführerstände, die mit einer aufgeschraubten GFK-Vorsatzschale versehen sind. Der Zutritt zu den Führerständen erfolgt aus dem Maschinenraum, der über eine in Fahrrichtung links hinter dem Führerstand angeordnete Türe betreten werden kann. Die klimatisierten Führerstände sind geräumig und mit einer ungeteilten Frontscheibe versehen. Der Führertisch ist zweisprachig in Deutsch und Italienisch beschriftet.
Der Maschinenraum ist mit einem Mittelgang versehen. In ihm sind die beiden Stromrichter mit Siederohrkühlung von Siemens, Erlangen untergebracht, ebenso die Schränke der Leittechnik und die Bremsausrüstung. Die Leittechnik entspricht derjenigen der SBB Re 460. Aus Platzgründen wurde der Transformator unter dem Lokrahmen zwischen den beiden Drehgestellen angebracht.
Das Dach ist eine aus drei abnehmbaren Hauben bestehende Aluminiumkonstruktion, welche den Zugang zum Maschinenraum für den Tausch von Baugruppen freigibt. Die Lüfter sind in der Dachschräge angeordnet.
Der Lokkasten stützt sich über zentrierend wirkende Flexicoilfedern auf die Drehgestelle, welche denjenigen der bei der S-Bahn Zürich eingesetzten SBB-Baureihe Re 450, sowie der bei Privatbahnen eingesetzten Re 456 entsprechen. Sie wurden nach Lizenz der SLM in Österreich gebaut. Als Antrieb wird ein modifizierter Lenkschiebelagerantrieb eingesetzt, der eine Radialeinstellung der Achsen erlaubt. Die Übersetzung beträgt 91:22. Die Kraftübertragung vom Drehgestell auf den Lokkasten erfolgt mittels tiefliegenden Zugstangen.
Die Lok ist mit den üblichen Bremsanlagen für die direkte und die indirekte Bremse ausgerüstet, eine Federspeicherbremse dient als Feststellbremse.

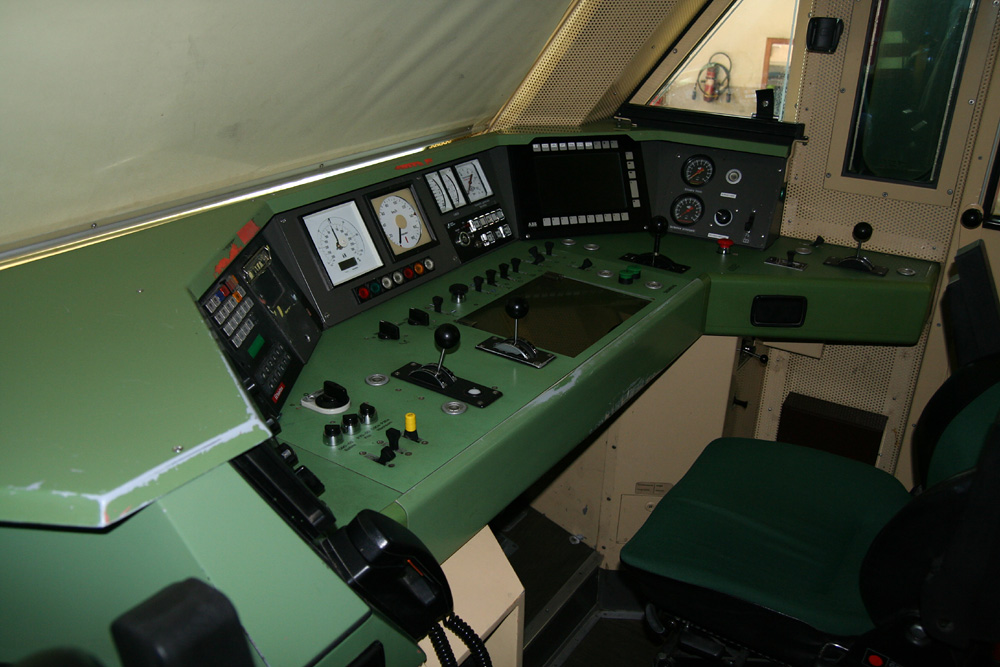
Führerstand der Reihe 1822

Die Seitenwände und der untere Teil der Frontpartie wurden verkehrsrot lackiert, ein Streifen auf der Seitenwand und der obere Teil der Frontpartie sind in grau-weiß gehalten. Ein Bereich um die Scheiben, das Dach, der Rahmen und die Drehgestelle sind umbragrau lackiert. Besonders auffallend sind die fast 1,6 m hohen ÖBB-Embleme an der Seitenwand – später wurde unten an der Front die Wortmarke ÖBB angebracht.

### Elektrische Konstruktion
Die elektrische Ausrüstung weist gegenüber den anderen ÖBB-Lokomotiven die zusätzlichen Teile für den 3 kV-Betrieb auf und ist deshalb aufwändiger. Das Dach trägt neben den drei Einholmstromabnehmern – einer für das ÖBB-Netz (Bauart VII) und zwei für das FS-Netz (Typ 52) – auch den Systemtrenner und die 3 kV Überspannungsableiter, sowie die Dachbremswiderstände mit 1 MW Leistung. Der ölgekühlte, unterflur angeordnete Trafo versorgt den Vierquadrantensteller. Dieser wurde in Dreipunktschaltung realisiert und versorgt einen Gleichspannungszwischenkreis von 2 × 1750 V. Im Gleichstrombetrieb wird die Fahrleitungsspannung, die zwischen 2 und 4,2 kV schwankt, direkt in den Zwischenkreis gespeist. Die verwendeten GTO-Thyristoren sind siedbadgekühlt und leiten den benötigten Motorstrom für die vier Drehstrom-Kurzschlussläufer-Asynchronmotoren. Über das digitale Leittechniksystem MICAS-S2 erfolgt die Steuerung. Die Loks sind für die Mehrfachsteuerung von vier Fahrzeugen ausgestattet und verfügen über die üblichen Sicherungseinrichtungen der ÖBB und der FS – 1998/99 wurde noch zusätzlich die italienische Führerstandssignalisierung SASIB eingebaut.